# 20. etape af Tour de France 2011
Tyvende etape af Tour de France 2011 var en 42,5 km lang enkeltstart. Den blev kørt lørdag den 23. juli i og omkring Grenoble.
Tony Martin vandt etapen, mens Cadel Evans blev nummer to og overtog den gule førertrøje.
- Etape: 20. etape
- Dato: 23. juli
- Længde: 42,5 km
- Gennemsnitshastighed: 45,9 km/t

## Mellemtider

### 1. mellemtid,Vizille, 15 km
|    | Navn                   | Land       | Hold                | Tid    |
| -- | ---------------------- | ---------- | ------------------- | ------ |
| 1  | Tony Martin            | Tyskland   | HTC-Highroad        | 20.12  |
| 2  | Alberto Contador       | Spanien    | Saxo Bank-SunGard   | + 0.21 |
| 3  | Cadel Evans            | Australien | BMC Racing Team     | + 0.21 |
| 4  | Edvald Boasson Hagen   | Norge      | Team Sky            | + 0.22 |
| 5  | Thomas De Gendt        | Belgien    | Vacansoleil-DCM     | + 0.25 |
| 6  | Fabian Cancellara      | Schweiz    | Team Leopard-Trek   | + 0.30 |
| 7  | Peter Velits           | Slovakiet  | HTC-Highroad        | + 0.34 |
| 8  | Kristjan Koren         | Slovenien  | Liquigas-Cannondale | + 0.40 |
| 9  | Rein Taaramäe          | Estland    | Cofidis             | + 0.43 |
| 10 | Samuel Sánchez         | Spanien    | Euskaltel-Euskadi   | + 0.44 |
| 11 | Christophe Riblon      | Frankrig   | Ag2r-La Mondiale    | + 0.46 |
| 12 | Jean-Christophe Péraud | Frankrig   | Ag2r-La Mondiale    | + 0.47 |
| 13 | Adriano Malori         | Italien    | Lampre-ISD          | + 0.50 |
| 14 | Maciej Bodnar          | Polen      | Liquigas-Cannondale | + 0.52 |
| 15 | Fränk Schleck          | Luxembourg | Team Leopard-Trek   | + 0.55 |

### 2. mellemtid,Saint-Martin-d'Uriage, 27,5 km
|    | Navn                   | Land       | Hold                | Tid    |
| -- | ---------------------- | ---------- | ------------------- | ------ |
| 1  | Tony Martin            | Tyskland   | HTC-Highroad        | 40.26  |
| 2  | Cadel Evans            | Australien | BMC Racing Team     | + 0.07 |
| 3  | Thomas De Gendt        | Belgien    | Vacansoleil-DCM     | + 0.38 |
| 4  | Alberto Contador       | Spanien    | Saxo Bank-SunGard   | + 0.42 |
| 5  | Fabian Cancellara      | Schweiz    | Team Leopard-Trek   | + 1.02 |
| 6  | Richie Porte           | Australien | Saxo Bank-SunGard   | + 1.03 |
| 7  | Samuel Sánchez         | Spanien    | Euskaltel-Euskadi   | + 1.08 |
| 8  | Jean-Christophe Péraud | Frankrig   | Ag2r-La Mondiale    | + 1.13 |
| 9  | Kristjan Koren         | Slovenien  | Liquigas-Cannondale | + 1.19 |
| 10 | Edvald Boasson Hagen   | Norge      | Team Sky            | + 1.26 |
| 11 | Rein Taaramäe          | Estland    | Cofidis             | + 1.26 |
| 12 | Lieuwe Westra          | Holland    | Vacansoleil-DCM     | + 1.28 |
| 13 | Adriano Malori         | Italien    | Lampre-ISD          | + 1.28 |
| 14 | Peter Velits           | Slovakiet  | HTC-Highroad        | + 1.29 |
| 15 | Thomas Voeckler        | Frankrig   | Europcar            | + 1.39 |

### 3. mellemtid,Saint-Martin-d'Hères, 37,5 km
|    | Navn                   | Land       | Hold              | Tid    |
| -- | ---------------------- | ---------- | ----------------- | ------ |
| 1  | Tony Martin            | Tyskland   | HTC-Highroad      | 49.53  |
| 2  | Cadel Evans            | Australien | BMC Racing Team   | + 0.02 |
| 3  | Alberto Contador       | Spanien    | Saxo Bank-SunGard | + 0.53 |
| 4  | Thomas De Gendt        | Belgien    | Vacansoleil-DCM   | + 1.06 |
| 5  | Samuel Sánchez         | Spanien    | Euskaltel-Euskadi | + 1.19 |
| 6  | Richie Porte           | Australien | Saxo Bank-SunGard | + 1.24 |
| 7  | Jean-Christophe Péraud | Frankrig   | Ag2r-La Mondiale  | + 1.26 |
| 8  | Fabian Cancellara      | Schweiz    | Team Leopard-Trek | + 1.29 |
| 9  | Edvald Boasson Hagen   | Norge      | Team Sky          | + 1.42 |
| 10 | Peter Velits           | Slovakiet  | HTC-Highroad      | + 1.46 |
| 11 | Thomas Voeckler        | Frankrig   | Europcar          | + 1.48 |
| 12 | Rein Taaramäe          | Estland    | Cofidis           | + 1.50 |
| 13 | Tom Danielson          | USA        | Garmin-Cervélo    | + 1.51 |
| 14 | Andy Schleck           | Luxembourg | Team Leopard-Trek | + 2.12 |
| 15 | Fränk Schleck          | Luxembourg | Team Leopard-Trek | + 2.13 |

## Resultatliste
|    | Navn                   | Land       | Hold                | Tid    |
| -- | ---------------------- | ---------- | ------------------- | ------ |
| 1  | Tony Martin            | Tyskland   | HTC-Highroad        | 55.34  |
| 2  | Cadel Evans            | Australien | BMC Racing Team     | + 0.07 |
| 3  | Alberto Contador       | Spanien    | Saxo Bank-SunGard   | + 1.06 |
| 4  | Thomas De Gendt        | Belgien    | Vacansoleil-DCM     | + 1.29 |
| 5  | Richie Porte           | Australien | Saxo Bank-SunGard   | + 1.30 |
| 6  | Jean-Christophe Péraud | Frankrig   | Ag2r-La Mondiale    | + 1.33 |
| 7  | Samuel Sánchez         | Spanien    | Euskaltel-Euskadi   | + 1.37 |
| 8  | Fabian Cancellara      | Schweiz    | Team Leopard-Trek   | + 1.42 |
| 9  | Peter Velits           | Slovakiet  | HTC-Highroad        | + 2.03 |
| 10 | Rein Taaramäe          | Estland    | Cofidis             | + 2.03 |
| 11 | Tom Danielson          | USA        | Garmin-Cervélo      | + 2.08 |
| 12 | Edvald Boasson Hagen   | Norge      | Team Sky            | + 2.10 |
| 13 | Thomas Voeckler        | Frankrig   | Europcar            | + 2.14 |
| 14 | Maxime Monfort         | Belgien    | Team Leopard-Trek   | + 2.36 |
| 15 | Kristjan Koren         | Slovenien  | Liquigas-Cannondale | + 2.36 |

## Ekstern henvisning
- Etapeside Arkiveret 12. juli 2011 hos  Wayback Machine på Letour.fr Arkiveret 28. februar 2011 hos  Wayback Machine (fransk) (engelsk) (tysk) (spansk)

- Wikimedia Commons har flere filer relateret til 20. etape af Tour de France 2011